# Земан, Карел (тренер)
Каре́л Зе́ман (чеш. и итал. Karel Zeman; род. 28 февраля 1977, Палермо) — чешский и итальянский футбольный тренер. Сын известного специалиста Зденека Земана.

## Биография
Не став профессиональным футболистом, Земан-младший решил пойти по стопам отца. После первых шагов с любительскими итальянскими командами (их он начал делать в 2007 году в «Бояно»), в 2014 году специалист перебрался на Мальту. Там он с января по июнь руководил местным клубом Премьер-лиги «Корми». После возвращения на Апеннины Земан руководил несколькими коллективами из низших лиг, самым известным из которых являлась «Реджина». Особых успехов Земан с ними не добивался. В ноябре 2019 года возглавил «Мессину».